# أريماتا بوبوا
أريماتا بوبوا (بالإنجليزية: Aremata - Popca)‏ في الميثولوجيا البولينيزية «الموجة القصيرة». أحد الإبليسين اللذين يخافها البحارة البولينيزيون كثيرا، لأنهم تحت رحمة قوتها. ويسمى الجني الآخر أريماتا روروا -Aremata Rorua «الموجة الطويلة».